# Fazenda Ponte Alta (Natividade da Serra)
A sede da Fazenda Ponte Alta é uma construção do século XIX, tombada pelo IPHAN (Instituto do Patrimônio Histórico e Artístico Nacional) e pelo CONDEPHAAT (Conselho de Defesa do Patrimônio Histórico, Arqueológico, Artístico e Turístico), localizada na cidade de Natividade da Serra, estado de São Paulo.
Com a inundação resultante do represamento dos rios Paraibuna e Paraitinga, a preservação da sede esteve ameaçada por se encontrar situada na faixa de proteção do reservatório. Através de um acordo feito em 1974, o edifício foi doado pela Companhia Taubaté Industrial ao IPHAN, que o tombou e restaurou.

## Arquitetura
Foi construído em estilo colonial típico do período cafeeiro do século XIX e ao longo da sua existência sofreu pequenas reformas. O sobrado foi feito em taipa de pilão e tijolos, apresenta 21 cômodos, com piso de assoalhos e forros.